# Oakley (przedsiębiorstwo)

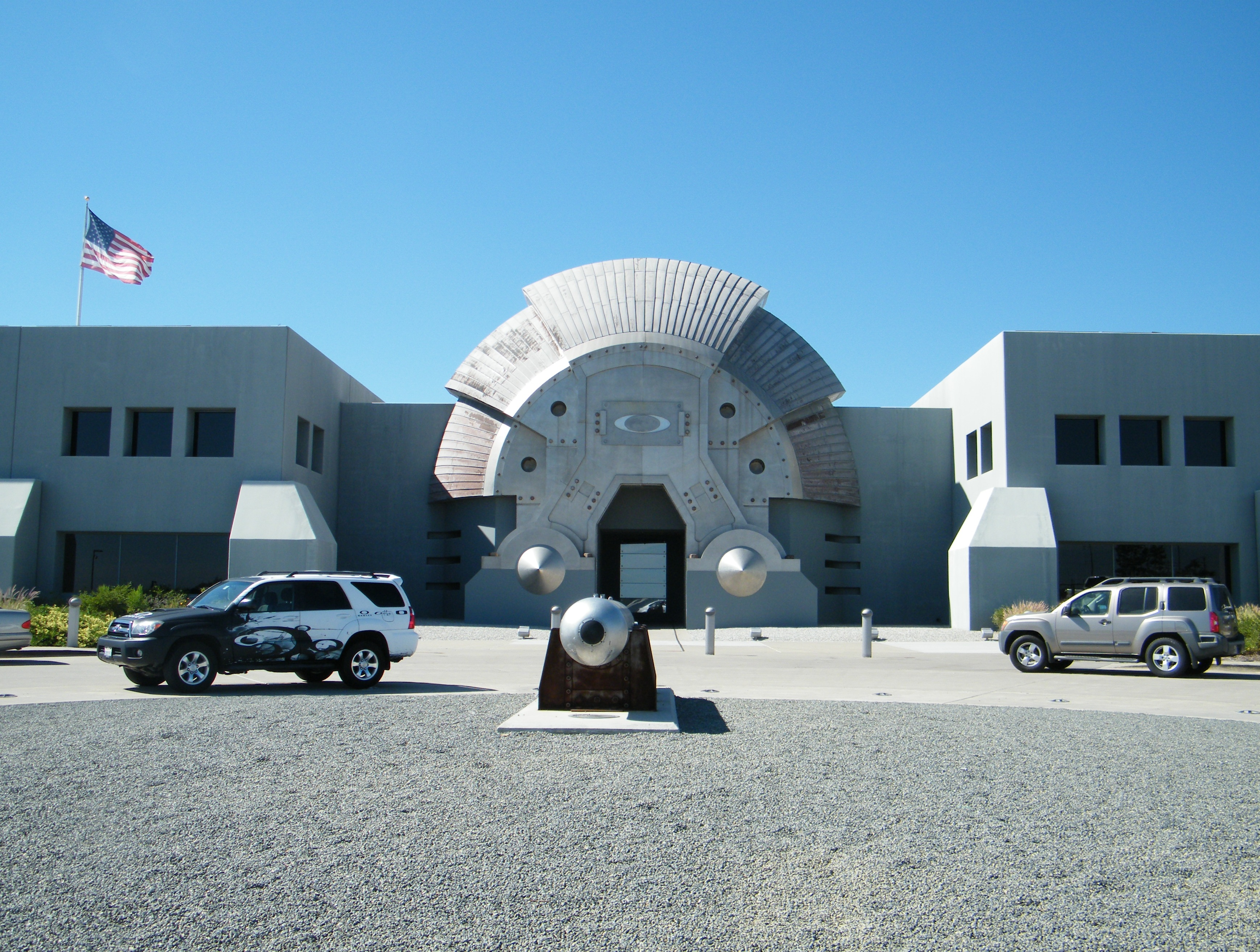
Siedziba Oakley w Foothill Ranch

Oakley – amerykańskie przedsiębiorstwo z siedzibą w Lake Forest, w Kalifornii, należąca do włoskiej firmy Luxottica. Projektuje i produkuje artykuły z pogranicza sportu i mody, w tym okulary sportowe, gogle, narty, snowboardy, zegarki, plecaki, buty, inną odzież oraz akcesoria. Oakley posiada obecnie ponad 600 patentów na okulary, materiały i przekładnie rowerowe.

## Historia
Oakley został założony w 1975 roku przez James Jannard w garażu z wkładu początkowego w wysokości 300 dolarów. Nazwa „Oakley” wzięła się od imienia psa Jima, setera angielskiego, który wabił się „Oakley Anne”. Jannard zaczął biznes od sprzedaży czegoś, co nazwał ‘uchwyt Oakley’ – wykończenia rączek w motocrossach. Materiał z jakiego zostały wykonane motocyklowe rączki zostały nazwane ‘Unobtainium’ i stał się źródłem sukcesu Jannard’a. Materiał ten jest wciąż używany, także jako element wykończenia okularów Oakley, elementy nosków a teraz tarcze zegarków. Oakley produkował także tablice rejestracyjne, rękawiczki, nakolanniki, rączki oraz okulary dla rowerów BMX i motocrossów. Po sprzedaży firmy włoskiej Grupie Luxottica w 2007 roku, założyciel James Jannard założył Red Digital Cinema.
W 1980 roku, firma Oakley wypuściła na rynek słynną oprawę O-Frame. W 1983 roku firma Oakley zaczęła sprzedawać gogle narciarskie oraz crossowe. Stworzyła m.in. gogle crossowe O-Frame Mx, które zyskały dużą popularność dzięki używających ich sportowcom, takim jak np. Marty Smith, Jeff Ward, czy Mike Bell.
Firma stała się publiczną w 1995 roku, osiągając na giełdzie wycenę 230 milionów dolarów.
W 2006 roku Oakley nabył firmę Oliver peoples Group, także producenta okularów z najwyższej półki, za 55,7 milionów dolarów.
21 czerwca 2007 roku, firma Luxottica poinformował o zamiarze przejęcia firmy Oakley za kwotę 2,1 mld dolarów, płacąc 16%-ową premię powyżej ówczesnej rynkowej wartości. Transakcja została sfinalizowana 15 października 2007 roku, co sprawiło, że marka Oakley stała się częścią portfolio Luxottici, które obejmuje takie marki jak Ray-Ban, Persol i Vogue.
Oakley często sponsoruje sportowców, np. sponsorował członków reprezentacji olimpijskiej USA w 2012 roku.
W sierpniu 2013 r. firma Oakley sprzedała markę Revo firmie Sequential Brands za 20 mln dolarów.